# Chaquihua
Chaquihua is een geslacht van haften (Ephemeroptera) uit de familie Ameletopsidae.

## Soorten
Het geslacht Chaquihua omvat de volgende soorten:
- Chaquihua penai